# Norrsjön (Fors socken, Jämtland, 698264-154814)
Norrsjön är en sjö i Ragunda kommun i Jämtland och ingår i Indalsälvens huvudavrinningsområde. Sjön har en area på 0,394 kvadratkilometer och ligger 283,9 meter över havet. Sjön avvattnas av vattendraget Kvarnån (Norrån).

## Delavrinningsområde
Norrsjön ingår i det delavrinningsområde (698351-154863) som SMHI kallar för Utloppet av Norrsjön. Medelhöjden är 356 meter över havet och ytan är 3,87 kvadratkilometer. Räknas de 2 avrinningsområdena uppströms in blir den ackumulerade arean 62,08 kvadratkilometer. Kvarnån (Norrån) som avvattnar avrinningsområdet har biflödesordning 2, vilket innebär att vattnet flödar genom totalt 2 vattendrag innan det når havet efter 86 kilometer. Avrinningsområdet består mestadels av skog (89 procent). Avrinningsområdet har 0,38 kvadratkilometer vattenytor vilket ger det en sjöprocent på 9,7 procent.